# Franz Struzl
Franz Struzl (* 3. Juli 1942 in Wiener Neustadt; † 28. Jänner 2019 in Linz) war ein österreichischer Manager. Nachdem er von 1967 bis 2004 beim voestalpine-Konzern tätig gewesen war und dabei zuletzt von 2001 bis 2004 als Vorstandsvorsitzender der voestalpine AG den Gesamtkonzern geleitet hatte, war er danach mehrere Jahre an führender Position bei Villares Metals (von 2005 bis 2010 eine Tochter von Böhler-Uddeholm; seit 2011 Teil der voestalpine) in Brasilien und danach von 2011 bis zum krankheitsbedingten Rücktritt 2016 Vorstandsvorsitzender der RHI AG, die im Jahr 2017 mit dem brasilianischen Unternehmen Magnesita zu RHI Magnesita fusionierte.

## Leben und Wirken
Franz Struzl wurde am 3. Juli 1942 in Wiener Neustadt geboren, wuchs in Kindberg auf und kam im fortgeschrittenen Schulalter an die Realschule in Bruck an der Mur, wo er 1961 maturierte. Danach studierte er an der Hochschule für Welthandel in Wien und graduierte 1966 zum Diplomkaufmann, ehe er nach vollendetem Studium eine Anstellung als LKW-Disponent bei einer Leobener Spedition erhielt. 1967 bewarb er sich auf eine Ausschreibung und trat als Mitarbeiter im Rechnungswesen in die Alpine Montangesellschaft in Leoben-Donawitz ein. Struzl lebte zu dieser Zeit in unmittelbarer Nähe zum Werk und bekam als damals frisch verheirateter Vater eines Kindes bald eine Werkswohnung zugewiesen. Nachdem er in sämtlichen Bereichen des dezentralen Rechnungswesens gearbeitet hatte und stets mit der Generaldirektion der Oesterreichisch-Alpine Montangesellschaft in Wien in Kontakt gestanden hatte, erhielt er seine erste größere Führungsposition, als er 1970/71 zum Leiter des Rechnungswesens der Werksgruppe Kindberg/Krieglach bestellt wurde. Seine Diplomarbeit über Rentabilitätsverbesserungen in einem Walzwerk hatte Struzl damals über das Werk in Kindberg, das damals noch kein Rohrwerk, sondern ein Walzwerk war, geschrieben. Für seine Arbeit zog er daraufhin mit seiner Familie von Donawitz nach Kindberg. 1973 übernahm er die Leitung der Finanzwirtschaft und des Controllings mehrerer Standorte der Gesellschaft, die noch im selben Jahr mit der VÖEST zur VOEST-Alpine AG fusionierte. Bereits ein Jahr später leitete Struzl von Donawitz aus die Finanzagenden aller steirischen Standorte innerhalb des Konzerns, wobei er für die gesamte Betriebswirtschaft und das Rechnungswesen für Donawitz, Kindberg, Krieglach, den Erzberg und Judenburg zuständig war. Zurück nach Donawitz war er durch den späteren Vorstandsvorsitzenden Heribert Apfalter, den Stuzl von zahlreichen Aufenthalten in Linz kannte und der bereits in einer führenden Position im Konzern tätig war, gekommen. Nachdem im Jahr 1986 die steirischen Standorte ausgegliedert worden und eigenständige GmbHs entstanden waren, übte Struzl in weiterer Folge diverse Führungspositionen an Unternehmensstandorten in der Steiermark aus und war nach der Ausgliederungskonferenz in Linz dreifacher GmbH-Geschäftsführer: für Donawitz, Kindberg/Krieglach und Erzberg.
Unter dem Vorsitz von Herbert Lewinsky (1986–1988) und später Ludwig von Bogdandy (1988–1992) bemühte sich Struzl vorrangig um den Erhalt des Standortes Donawitz. Ab den späten 1980er Jahren kümmerte sich Struzl auch um den Erhalt des eigens für den sowjetischen Ölfeldrohrbedarf errichteten Rohrwerks in Kindberg, das aufgrund des Zerfalls der Sowjetunion an die Existenzkrise geriet. Ein Grund hierfür war, dass die VOEST Alpine Stahl AG systembedingt die Endkunden ihrer Kindberg-Produkte nicht kannte, da es sich bei den Rohren um ein klassisches militärstrategisches Gut handelte und es deshalb eine Geheimhaltung gab. Aufgrund von Reklamationen konnte schließlich herausgefunden werden, wohin verkauft wurde, woraufhin in den nachfolgenden Monaten auch langsam aber sicher der Standort in Kindberg gesichert werden konnte. Die Übernahme von 50 % des Standortes durch das US-Unternehmen Grant Prideco Ende der 1990er Jahre trug ihr übriges dazu bei. Zusammen mit dem späteren Generaldirektor Peter Strahammer führte er von 1990 bis 1992 die Restrukturierung und Sanierung der steirischen Unternehmungen des Konzerns durch und wurde 1992 Strahammers Nachfolger als Divisionär und CEO für die langen Produkte. Bereits davor wollte ihn Hugo Michael Sekyra, damals Chef von Austrian Industries, als Vorstand im Konzern haben, weigerte sich anfangs jedoch Struzl als solchen vorzuschlagen, da er ihn für körperlich zu klein hielt. Nach einem halben Jahr änderte er seine Meinung und meinte, dass Struzl in den Vorstand könne, wenn er sich psychologisch testen lasse und eine Kurzform des MBA fernab der Heimat an einer Eliteuniversität erlangen würde. Nach einigen Monaten an der Stanford University trat er schließlich die bereits erwähnte Nachfolge Strahammers an. Im Laufe der Jahre erwarb er sich große Verdienste um die Weiterentwicklung des von Donawitz aus geleiteten Langproduktebereiches des Konzerns, der heutigen Metal Engineering Division, die unter seiner Führung umfassend saniert und internationalisiert wurde. Von 12.000 Arbeitsplätzen blieben nach dem Noricum-Skandal und der Voest-Alpine-Pleite Mitte der 1980er nur 3.500 Arbeitsplätze. Ab Beginn des Jahres 1994 war er Mitglied des Vorstandes der damaligen VOEST Alpine Stahl AG und war ab 1999 unter Strahammer stellvertretender Generaldirektor. Nach dem Unfalltod Strahammers im Sommer 2001 trat Struzl dessen Nachfolge als Vorstandsvorsitzender der VOEST Alpine Stahl AG an und war in diesem Amt bis 2004 tätig, ehe er sein Amt an seinen bisherigen Stellvertreter Wolfgang Eder übergab. In Struzls jahrzehntelange Tätigkeit fallen unter anderem der Beginn der Entwicklung des Konzerns vom mehr oder weniger reinen Stahlkonzern zu einem Technologie- und Industriegüterkonzern, aber auch der Beginn der vollständigen Privatisierung des kompletten Unternehmens.
Nach seiner Zeit bei der voestalpine hatte er die Möglichkeit nach Russland oder Brasilien zu gehen, entschied sich für die zweite Möglichkeit und war danach an führender Position beim brasilianischen Unternehmen Villares Metals tätig. Das Unternehmen mit Sitz in São Caetano do Sul wurde unter seiner Führung im Jahr 2005 eine Tochter von Böhler-Uddeholm und ist seit 2011 ein Teil der voestalpine. 2011 war auch das Jahr, in dem Struzl zum Vorstandsvorsitzenden der RHI AG bestellt worden war. Der bisherige Vorstandsvorsitzende Henning E. Jensen hatte am 7. September 2011 seine Funktion mit sofortiger Wirkung zurückgelegt. Am 23. Juni 2014 verlängerte der Aufsichtsrat der RHI den ursprünglich bis 8. September 2016 laufenden Vertrag mit Struzl einstimmig bis zum 31. Dezember 2017. Eine seiner ersten großen Handlungen im Unternehmen war die Akquisition des irischen Rohstoffproduzenten Premier Periclase Ltd Ende September 2011. Im Mai 2012 unterzeichnete Struzl ein nichtbindendes Memorandum of Understanding für eine potenzielle Akquisition des serbischen Unternehmens Magnohrom d.o.o.; zu einer Übernahme kam es in den folgenden Jahren jedoch nicht. Ab 2015 leitete er innerhalb des Unternehmens interimistisch auch den Bereich Industrial, ehe er mit 1. Jänner 2016 durch Thomas Jakowiak abgelöst wurde. Im Juni 2016 gab Struzl dem Aufsichtsratsvorsitzenden der RHI AG bekannt, krankheitsbedingt vorübergehend seine Agenden als CEO nicht mehr ausüben zu können. Nachdem Struzl im September 2016 bekanntgegeben hatte, sein Vorstandsmandat mit Wirkung ab Ablauf des 30. November 2016 zurücklegen und nach seiner vollständigen Genesung beratend im Unternehmen tätig sein zu wollen, wurde Stefan Borgas mit 1. Dezember 2016 für fünf Jahre zum neuen Vorstandsvorsitzenden der RHI bestellt. Bis zu diesem Zeitpunkt hatte Wolfgang Ruttenstorfer den interimistischen Vorstandsvorsitz übernommen.
Am 28. Jänner 2019 starb Struzl in einem Krankenhaus in Linz im Alter von 76 Jahren an den Folgen eines Krebsleidens und hinterließ in zweiter Ehe seine Frau Doris, sowie vier Kinder, von denen zwei aus der ersten Ehe und zwei aus der zweiten Ehe stammten.

## Ehrungen (Auswahl)
Im Jahr 2002 erhielt Struzl für seinen beruflichen und persönlichen Einsatz um den Erhalt und die Neupositionierung des Werkes Donawitz den Ehrenring der Stadt Leoben verliehen.